# آنتونیو گوزمان فرناندز
آنتونیو گوزمان فرناندز (انگلیسی: Antonio Guzmán Fernández؛ ۱۲ فوریه ۱۹۱۱ – ۴ ژوئیه ۱۹۸۲) اهالی کسب‌وکار و سیاستمدار اهل جمهوری دومینیکن بود. وی از ۱۶ اوت ۱۹۷۸ تا ۴ ژوئیه ۱۹۸۲ رئیس‌جمهور این کشور بود.
آنتونیو گوزمان فرناندز در ۴ ژوئیه ۱۹۸۲، در سن ۷۱ سالگی خودکشی کرد.